# Stereochilus marginatus
Genre
Espèce
Synonymes
- Pseudotriton marginatus Hallowell, 1856

Statut de conservation UICN

 LC  : Préoccupation mineure
Stereochilus marginatus, unique représentant du genre Stereochilus, est une espèce d'urodèles de la famille des Plethodontidae.

## Répartition
Cette espèce est endémique des plaines côtières de l'Est des États-Unis,. Elle se rencontre :
- dans l'est de la Caroline du Nord ;
- dans l'est de la Caroline du Sud ;
- dans l'extrême Nord-Est de la Floride ;
- en Géorgie ;
- dans le sud-est de la Virginie.

## Publications originales
- Cope, 1869 : A review of the species of Plethodontidae and Desmognathidae. Proceedings of the Academy of Natural Sciences of Philadelphia, vol. 21, p. 93-118 (texte intégral).
- Hallowell, 1856 : Descriptions of two new species of urodeles, from Georgia. Proceedings of the Academy of Natural Sciences of Philadelphia, vol. 8, p. 130-131 (texte intégral).